# Ravishing Grimness
 (mars 2023).
Si vous disposez d'ouvrages ou d'articles de référence ou si vous connaissez des sites web de qualité traitant du thème abordé ici, merci de compléter l'article en donnant les références utiles à sa vérifiabilité et en les liant à la section « Notes et références ».
Albums de Darkthrone
Goatlord
(1997) Preparing for War
(2000)
Ravishing Grimness est le septième album studio du groupe de Black metal norvégien Darkthrone. Il est sorti en 1999 sous le label Moonfog Productions.

## Musiciens
- Nocturno Culto – chant, guitare, basse
- Fenriz – batterie, chant

## Liste des morceaux
| 1.    | Lifeless                      |  | 5:42 |
| 2.    | The Beast                     |  | 5:29 |
| 3.    | The Claws Of Time             |  | 7:02 |
| 4.    | Across The Vacuum             |  | 7:14 |
| 5.    | Ravishing Grimness            |  | 7:26 |
| 6.    | To The Death (Under The King) |  | 4:45 |
| 37:38 |                               |  |      |